# Jan Strnad (1946)
Jan Strnad (* 3. května 1946 Rychnov nad Kněžnou) je československý basketbalista.
Mistr Československa 1964 s družstvem dorostenců Sparty Praha. V československé basketbalové lize odehrál celkem 8 sezón (1966–1977). Hrál za kluby Dukla Olomouc (1965/66), RH Pardubice (1966/67), Spartak Sokolovo / Sparta Praha (1967–71, 4 sezóny), Sokol Vyšehrad (3 sezóny) a Slavia VŠT Košice (1977–1979, 2 sezóny). Se Spartou Praha získal dvě třetí místa (1968, 1969), jedno čtvrté a jedno sedmé místo, s RH Pardubice deváté místo, s družstvem Sokol Vyšehrad 10. 11. a 12. místo a se Slavia VŠT Košice 7. a 12. místo. V československé basketbalové lize po roce 1962 (zavedení podrobných statistik zápasů) odehrál 13 sezón a zaznamenal 1172 bodů.  
V klubu Slavoj Vyšehrad v dalších sezónách hrál ve druhé nejvyšší basketbalové soutěži.

## Hráčská kariéra

### kluby
- 1965–1966 Dukla Olomouc: 4. místo (1966)
- 1966–1967 RH Pardubice: 9. místo (1967)
- 1967–1971 Sparta Praha: 2x 3. místo (1968, 1969), 4. místo (1970), 7. místo (1971) a celkem 577 bodů
- 1971–1977 Sokol Vyšehrad: 10. místo (1972), 11. místo (1974), 12. místo (1977)
- 1977–1979 Slavia VŠT Košice: 7. místo (1978), 12. místo (1979)
  - Československá basketbalová liga celkem 13 sezón a 1172 bodů